# SH3GL1
SH3GL1‏ (SH3 domain GRB2-like 1) هوَ بروتين يُشَفر بواسطة جين SH3GL1 في الإنسان.